# フィンガーポーク・オブ・ドゥーム
フィンガーポーク・オブ・ドゥーム（Fingerpoke of Doom, 「破滅の指突き」）とは、1999年1月4日、プロレス団体WCWの番組『マンデー・ナイトロ』内で起こった事件を指す呼び名。この事件はアトランタのジョージア・ドームで起こり、WWFとの視聴率争い（マンデー・ナイト・ウォーズ）においてWCWを凋落へと導いたきっかけとなる放送のひとつと考えられている。

## 始まり
無敗を続けていたゴールドバーグは、1月4日のナイトロの8日前の興行『スターケード'98』でケビン・ナッシュとWCW世界ヘビー級王座を賭けて対戦した。終始ナッシュを圧倒していたゴールドバーグであったが、試合途中にスコット・ホールが乱入し、ゴールドバーグをスタンガンで妨害。苦しむゴールドバーグをナッシュがピンフォールして試合終了。新王者はナッシュとなり、ゴールドバーグの連勝記録は止まってしまった。
妨害で勝ったことですっきりしないナッシュは、スターケード翌日のナイトロで「来週ゴールドバーグと再試合をする」と宣言。こうして1月4日放送のナイトロのメインイベントで、WCW世界ヘビー級王者のケビン・ナッシュが王座を賭けてゴールドバーグと再試合をする予定となった。

## 当日
ゴールドバーグとナッシュの再戦への期待感で、ジョージア・ドームのチケットは完売し、40000人以上の観客が詰めかけた。しかし、ゴールドバーグは当日の番組の中盤で、ミス・エリザベスに対するストーカー行為で、（筋書き上）警察に逮捕されてしまう。ゴールドバーグは無実を訴え続け、のちにエリザベスの言い分が正しくないと分かると警察署から解放された。その一方で、その2ヶ月前に「引退」をしていたハルク・ホーガンは、ゴールドバーグが逮捕されている様子を見て前言を撤回し、普段着しか持ってないのにナッシュと引退試合をすると宣言。ナッシュは、ゴールドバーグが警察から出られないようならホーガンと戦うことを提案した。
この時点で、筋書き上ホーガンとナッシュの間には、分裂したnWoの派閥同士の因縁があった。ホーガンはnWoハリウッドのリーダーで、ナッシュはベビーフェイスのnWoウルフパックのリーダーであった。この二つの派閥同士の戦いは、毎週高い視聴率を稼いでいたため、それまでにも何度か試合が行なわれていた。
メインイベントの時間が来ると、ホーガンはスコット・スタイナーを引き連れて入場して来た。次にナッシュが入場して、リング上のホーガンとにらみ合う。ナッシュがエントランスを指さすと、かつてのタッグパートナーで仲間割れし、ホーガン派（nWoハリウッド）に加入していたスコット・ホールが、赤と黒のウルフパックTシャツで入場してきた。

## 試合
試合が開始すると、二人はしばらく見合い、その後ナッシュはホーガンを押してコーナーに追いつめる。その仕返しに、ホーガンはナッシュの胸を軽く指で突くと、すぐさまナッシュは大げさにダウン、そのままホーガンが押さえてあっと言う間にピンフォールを奪い、WCW世界ヘビー級新王者はホーガンになったことが告げられた。
この後、ホールとスタイナーがリングに入り、起き上がったナッシュと共にホーガンの勝利を祝った。このnWo再結成という結末に騒然とする会場に、警察から解放されたゴールドバーグがリングに駆け足で入場しnWoに襲いかかり、一時は全員をリングから蹴散らす。同じく乱入したレックス・ルーガーがゴールドバーグを助けるか、と思いきや、ゴールドバーグを攻撃。結局ゴールドバーグはnWoにロープへ手錠をかけられ、スコット・ホールが持ち出した本物のスタンガンによる攻撃で無力化。背中にスプレーでnWoの文字を書き込まれた。

## WWFの結末の暴露
この日のナイトロの裏番組であるWWFのロウ・イズ・ウォーでは、マンカインド（ミック・フォーリー）がザ・ロックと対戦してWWF王座を勝ち取った。WCW王座戦が凡戦に終わったのに対し、この試合はマンカインド、ロックに加え、団体人気に大きな影響を及ぼしていたD-ジェネレーションXとコーポレーションがそれぞれのセコンドについており、試合終盤にストーン・コールド・スティーブ・オースチンが入場曲と共に乱入すると、場内は尋常ではない大歓声と興奮に包まれ、オースチンがロックを椅子で殴打し、自力で動けないマンカインドを引っ張ってフォールの体制を取らせ、3カウントをアシストした。これにより、WWF王座戦はマンカインドの念願のタイトル奪取と勧善懲悪によるハッピーエンドと言う大団円で締め括られた。この日に放映されたロウは、オンエアの6日前に収録されたものであった。この結果を入手していたWCWのアナウンサーは、エリック・ビショフの命令で、放送中にWWFの番組の結果を暴露した。その数分の間、ニールセンの視聴率は、マンカインドの王座移動を見届けたい数十万人の視聴者が、TNTのナイトロからUSAネットワークのロウにチャンネルを変えたことを示した。この夜の最終的な視聴率は、ロウが5.7、ナイトロが5.0であった。

## 余波
この回の後、WCWのTV視聴率は着実に下がり、5.0以上に到達したのは2度しかなかった。
まず最初に、ナッシュがわざとダウンして負けたことで、WCW世界ヘビー級王座の価値が下がり、のちに俳優のデヴィッド・アークエットや、WCWのライターのビンス・ルッソーが王座に就くことでさらに王座の威信が下がった証しとなった。それと同時に、二つのnWoのうち黒と赤のウルフパックはベビーフェイス、黒と白のハリウッドがヒールであった。しかしこの再結成によって、nWoの価値ははっきりと下がり、この後しばらくしてストーリーから姿を消すことになる。
当時WCWで唯一のスターとも言えたゴールドバーグが、再結成したnWoにいいようにいたぶられる図は、最悪の結末としてとらえられた。1997年6月のデビューから驚異の173連勝というギミックを団体から与えられたゴールドバーグが、無惨にnWoにリンチされた試合の結末により、多くの視聴者は、ゴールドバーグはストーリー上から消されて、新しく再結成された（退屈な）nWoを中心に回ることを予測し、番組から離れた。
またこの出来事以降、『スターケード'98』のメインイベントの価値がまったくなくなってしまったことで、宣伝していたDVDの売上や、団体自体の信頼性にもダメージを与えた。

## 参照
1. ↑  Fritz, Brian; Christopher Murray (2006). Between the ropes: Wrestling's Greatest Triumphs And Failures. ECW Press. p. 41. ISBN 1550227262
2. ↑  “The NWO: a history”.   Wrestling Digest. 2008年5月22日閲覧。
3. ↑  “Kevin Nash”.   SLAM! Wrestling. 2008年5月22日閲覧。
4. ↑  “History of the WWE Championship: Mankind's first reign”.   WWE. 2005年11月29日時点のオリジナルよりアーカイブ。2008年5月23日閲覧。
5. ↑  Baer, Randy; R.D. Reynolds (2003). Wrestlecrap: The Very Worst of Pro Wrestling. ECW Press. p. 201. ISBN 1-55022-584-7